# Eponimo
L'eponimo (dal greco ἐπώνυμος, composto di ἐπί, «sopra», e ὄνομα, «nome») è un personaggio, reale o fittizio, che dà il suo nome a una città, un luogo geografico, una dinastia, un periodo storico, un movimento artistico, un titolo di opera, un oggetto, una malattia o altro.

## Storia
Il termine spesso si riferisce al personaggio, in genere mitologico, a cui si attribuisce la fondazione di una città o stirpe. Poteva altresì indicare la divinità protettrice: per esempio Atena protettrice della città greca di Atene.
Alcuni popoli antichi, presso i quali esistevano cariche pubbliche annuali, identificavano gli anni con il nome del magistrato in carica, chiamato appunto "eponimo". L'uso è documentato in Assiria sin da venti secoli prima di Cristo e le liste degli eponimi registrate su tavolette d'argilla e scoperte dagli archeologi sono essenziali per ricostruire la cronologia antica del Medio Oriente. Anche ad Atene almeno dal V secolo a. C. l'anno in corso veniva identificato con un eponimo, che era l'arconte in carica. Titolare di questo diritto era anche il presidente degli efori a Sparta. Questa usanza fu introdotta anche a Roma, dove i consoli davano il proprio nome all'anno in corso.
Il termine può indicare anche il santo che ha ispirato la scelta di un nome. Per estensione, nelle famiglie dinastiche, dove un nome veniva periodicamente riproposto oppure era stato portato da un personaggio di spicco, l'eponimo può riferirsi alla famiglia medesima nella sua accezione più ampia. Ad esempio, san Cosma è un santo "eponimo" della famiglia fiorentina dei Medici.
Successivamente è invalso l'uso del termine eponimo in luogo di eponimico: cioè che definisce non già il personaggio che dà il nome all'oggetto, ma l'oggetto stesso. Con questo significato si è esteso, ad esempio, a invenzioni, leggi scientifiche, teoremi matematici ecc. che vengono ricordati col nome del loro scopritore o inventore. In tal senso, ad esempio, sono considerate entrambe corrette le frasi: «Pitagora è l'eponimo del teorema da lui formulato» e «"teorema di Pitagora" è un eponimo» (cioè un eponimico).
Molte delle unità di misura impiegate in fisica (ampere, joule, kelvin, volt, watt ecc.) hanno per loro eponimi i fisici che le teorizzarono. In medicina a volte è eponimo il nome del primo paziente al quale è stata diagnosticata una malattia (come nel caso dell'olio di Lorenzo o del fattore di Hageman). Anche in campo naturalistico la prassi di denominare taxa in onore di scienziati o di altre figure umane di diverso rilievo, per quanto oggi sia messa in discussione, è stata in passato parecchio diffusa.

## Eponimi celebri
- Alessandria d'Egitto: da Alessandro Magno.
- America: da Amerigo Vespucci, navigatore.
- Besciamella: da Louis de Béchameil, marchese di Nointel (1630-1703).
- Biro: da László Bíró, inventore.
- Bobby: da Sir Robert Peel, politico.
- Boicottare: da Charles Boycott, imprenditore agricolo.
- Bolivia: da Simón Bolívar, militare e politico.
- Braille: da Louis Braille, pedagogo e inventore.
- Cane di san Bernardo: da san Bernardo di Mentone.
- Cardigan: da James Brudenell, VII conte di Cardigan.
- Clacson: dal nome della fabbrica Klaxon che commercializzò il prodotto nel 1914.
- Colombia: da Cristoforo Colombo, navigatore.
- Coventrizzare: da Coventry, città inglese rasa al suolo dai bombardamenti della Luftwaffe durante la Seconda guerra mondiale.
- Dagherrotipia: da Louis Daguerre, chimico.
- Daltonismo: da John Dalton, scopritore dell'acromatopsia.
- Darwiniano e darwinismo: da Charles Darwin.
- Diesel: da Rudolf Diesel, ingegnere.
- Doing a Bradbury (fare un Bradbury, vincere clamorosamente): da Steven Bradbury, ex pattinatore di short track australiano.
- Donchisciottesco: da don Chisciotte, protagonista del romanzo omonimo di Miguel de Cervantes.
- Elzeviro: il carattere tipografico, dalla famiglia di tipografi ed editori olandese Elzevier.
- Eternit: dalla fabbrica produttrice di cemento/amianto.
- Europa: dall'omonima principessa della mitologia greca.
- Felliniano o fellinesque: aggettivi che definiscono opere, modi, stile di Federico Fellini, regista cinematografico.
- Gargantuesco: da Gargantua, co-protagonista del romanzo Gargantua e Pantagruel di François Rabelais.
- Galvanizzare: da Luigi Galvani, scienziato.
- Ghigliottina: da Joseph-Ignace Guillotin, medico.
- Grog: da Edward Vernon detto "Old Grog", militare.
- Guidonia: da Alessandro Guidoni, militare.
- Hooligan: da Patrick Hooligan oppure dalla famiglia irlandese Hoolihan, di pessima reputazione.
- Illiria: da Illo, figlio di Eracle e della naiade Melite, capostipite della popolazione della Dalmazia.
- Iprite: da Ypres, città in cui venne usata per la prima volta durante la Prima Guerra Mondiale
- Jack Russell terrier: da John Russell.
- Jacqueries, da Jacques Bonhome, soprannome dato ai contadini insorti dai nobili francesi.
- Kalašnikov: da Michaìl Timofèevič Kalàšnikov, militare e inventore russo.
- Kleenex: dal nome della fabbrica ideò negli anni venti i fazzolettini di carta, la Kleenexbrand.
- Lapalissiano: dal nome di Jacques de La Palice, maresciallo di Francia.
- Linciare: da Charles Lynch.
- Louisiana: in onore di Luigi XIV, re di Francia.
- Luddismo: da Ned Ludd, operaio.
- Machiavellismo: da Niccolò Machiavelli, politico.
- Macadam: da John Loudon McAdam, ingegnere.
- Marconista: da Guglielmo Marconi, inventore della radio.
- Masochismo: da Leopold von Sacher-Masoch, scrittore.
- Mesmerizzare: da Franz Anton Mesmer, medico.
- Molotov: da Vjačeslàv Michàjlovič Mòlotov, politico e diplomatico.
- Mongolfiera: dai fratelli Montgolfier, inventori.
- Morse: da Samuel Morse, artista e inventore.
- Nicotina: da Jean Nicot de Villemain, diplomatico e accademico francese.
- Pantagruelico: da Pantagruel, co-protagonista del romanzo Gargantua e Pantagruel di Reblais.
- Pastorizzazione: da Louis Pasteur, chimico e biologo.
- Pretoria: da Marthinus Wessel Pretorius, politico e militare sudafricano.
- Priapismo: da Priapo, dio greco della fecondità.
- Pullman: da George Pullman, inventore.
- Rodomontata:[4] da Rodomonte.
- Rocambolesco:[5] da Rocambole, avventuriero e ladro gentiluomo nei romanzi di Pierre Alexis Ponson du Terrail.
- Rhodesia: da Cecil Rhodes, esploratore inglese.
- Roma: da Romolo, fondatore generalmente considerato leggendario.
- Sadismo: da Donatien Alphonse François de Sade, scrittore.
- Sciovinismo: da Nicolas Chauvin, militare.
- Scottex: dall'azienda produttrice di carta da cucina.
- Sandwich: dal John Montagu, IV conte di Sandwich.
- Sassofono: da Adolphe Sax.
- Scotch: dalla fabbrica produttrice di nastro adesivo.
- Silhouette: da Étienne de Silhouette, politico.
- Stacanovismo: da Aleksèj Grigòr'evič Stachànov, minatore sovietico.
- Tallone di Achille: da Achille, eroe della mitologia greca.
- Tiberiade: da Tiberio, imperatore romano.
- Volt (unità di misura di tensione elettrica): da Alessandro Volta, scienziato e inventore.
- Zeppelin (dirigibile): dal Conte Ferdinand von Zeppelin.
- Vespasiano (bagno pubblico e l'oggetto specifico): dall'imperatore Vespasiano.
- Vittoriano/vittoriana: aggettivo che identifica l'era, la cultura e i costumi del regno di Vittoria del Regno Unito.
- Vittoriano (anche come): celebre e grandioso monumento italiano, dedicato a Vittorio Emanuele II di Savoia.
- Virginia: in onore di Elisabetta I, regina d'Inghilterra.
- Luglio: in onore di Giulio Cesare.
- Agosto: in onore di Ottaviano Augusto.